# Pstrąg marmurkowy
Pstrąg marmurkowy (Salmo marmoratus) – gatunek ryby z rodziny łososiowatych (Salmonidae). 

## Wielkość
Pstrąg marmurkowy jest drugą po głowacicy, największą słodkowodną rybą łososiowatą Europy. Przeciętnie osiąga rozmiary w granicach 0,5-10 kg, ale znane są osobniki ważące 22 kg i mierzące przy tym prawie 1,5 m.

## Zasięg
Pstrąg ten zamieszkuje wyłącznie zlewiska Adriatyku. Największy i najliczniejszy jest w Słowenii (szczególnie rzeki Socza i Idrijca). Licznie występuje również w Bośni i Hercegowinie. W pozostałych krajach tego regionu jest rzadszy.

## Wygląd
Wygląda tak jak inne pstrągi, różni się tylko ubarwieniem. Jest barwy złotooliwkowej w marmurkowy wzór. Ubarwienie mniejszych okazów do złudzenia przypomina barwę dorsza. Ma stosunkowo duże zęby. U starszych osobników płetwy zabarwione na pomarańczowo. Niektóre okazy posiadają niebieskie plamy wokół głowy i na skrzelach.

## Pokarm
Młode żywią się głównie owadami i narybkiem. Duże okazy preferują ryby. 

## Wędkarstwo
Marmurkowce łowi się przede wszystkim na muchę. Mniejsze osobniki skutecznie biorą na nimfy. Duże okazy reagują na streamery przede wszystkim czarne i białe. Jiggi czasem również się sprawdzają. Do połowu tej ryby trzeba użyć mocnej wędki gdyż wielkie ryby są niesłychanie silne. Nie przesadzajmy jednak z grubością linki, gdyż te same przynęty lubią również pstrągi tęczowe  i klenie.